# Sant Maurici (Alts Alps)
Sant Maurici-en-Gaudemar (en francès Saint-Maurice-en-Valgodemard) és un municipi francès situat al departament dels Alts Alps i a la regió de Provença – Alps – Costa Blava.

## Demografia
| 1866                                       | 1962 | 1968 | 1975 | 1982 | 1990 | 1999 | 2006 | 2016 |
| ------------------------------------------ | ---- | ---- | ---- | ---- | ---- | ---- | ---- | ---- |
| 498                                        | 184  | 158  | 141  | 117  | 143  | 150  | 135  | 125  |
| Des de 1962: població sense dobles comptes |      |      |      |      |      |      |      |      |

## Administració
| Període | Identitat     | Partit        |
| ------- | ------------- | ------------- |
| 2001-   | Daniel Alluis | Divers droite |